# Täthetsfunktionalteori

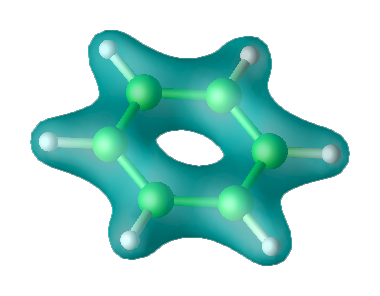
Beräknad elektrontäthet av bensenmolekylen

Täthetsfunktionalteori (DFT) är en kvantmekanisk metod som används inom fysik och kemi för att undersöka elektronstrukturen hos flerkroppssystem, eller för att vara mer precis, molekyler och det fasta tillståndet. DFT hör till de mest populära och mångsidiga metoderna som finns inom fasta tillståndets fysik (beräkningsfysik) och beräkningskemi.

## Beskrivning av teorin
Traditionella metoder inom elektronstrukturteori, särskilt Hartree–Fockteorin och dess efterföljare baseras på den komplicerade flerelektronsvågfunktionen. Huvudsyftet med täthetsfunktionalteorin är att ersätta flerkroppselektronvågfunktionen med elektrontäthet som dess grundläggande storhet. Medan flerkroppsvågfunktionen beror på 3N variabler, d.v.s. tre rumsliga variabler för var och en av de N elektronerna, så är tätheten endast en funktion av totalt tre variabler (de tre rumskoordinaterna) och är en enklare storhet att handskas med både konceptuellt och i praktiken. Man kan rigoröst visa att en viss energi motsvarar en viss täthet, och kan därigenom exakt få fram lösningen för grundtillståndet. Schrödingerekvationen ersätts av
{\displaystyle E_{0}=T[n]+V[n]+U[n]\,}
där E0 är energin för grundtillståndet och de övriga termerna är funktionaler som beskriver kinetisk energi, potentiell energi respektive växelverkansenergi.
Den vanligaste implementationen av täthetsfunktionalteori är genom den s.k. Kohn–Sham-metoden. Inom ramen för Kohn–Sham-DFT reduceras det ohanterliga flerkroppsproblemet (med interagerande elektroner i en statisk extern potential) till ett hanterligt problem (av icke-interagerande elektroner i en effektiv potential). Detta görs genom att termen för den kinetiska energin byts ut mot ett uttryck för kinetisk energi för icke-växelverkande elektroner, och att skillnaden bakas in i växelverkan:
{\displaystyle E_{0}=T_{0}[n]+V[n]+E_{xc}[n]\,}
"xc" står för exchange ('utbyte', väsentligen ett sätt att bygga in Pauliprincipen i ekvationen) och correlation ('korrelationer', andra former av växelverkan mellan elektroner). Utmaningen för Kohn–Sham-DFT ligger i att modellera den sista av dessa termer. Modellering av kvantkemiska system innehåller i princip alltid en mängd approximationer. Den enklaste approximationen inom DFT är den lokala täthetsapproximationen (LDA). Denna baseras på exakt utbytesenergi för en likformig elektrongas som kan fås från Thomas–Fermi-modellen, samt från anpassningar till korrelationsenergin för en likformig gas. Namnet härstammar från att endast den "lokala tätheten" tas med i beräkningarna. Detta innebär att man i xc-termen endast definierar energin i varje punkt, men däremot inte hur tätheten ser ut i den omedelbara omgivningen av punkten:
{\displaystyle E_{xc}^{LDA}[n]=\int n(\mathbf {r} )\varepsilon _{xc}^{LDA}(\mathbf {r} )d\mathbf {r} }
I den generaliserade gradientapproximationen (GGA) tar man även hänsyn till täthetsgradienten, och det går att gå till högre ordningar av derivator av tätheten för bättre approximation till priset av högre beräkningskostnad.
DFT har varit mycket populär för beräkningar inom fasta tillståndets fysik sedan 1970-talet. DFT med lokala täthetsapproximationen ger i många fall rätt så tillfredsställande resultat för beräkningar på fasta tillståndet, jämfört med experimentella data. Metoden ger också låga beräkningskostnader jämfört med andra sätt att lösa kvantmekaniska flerkroppsproblem. Metoden har dock inte ansetts tillräckligt korrekt for beräkningar inom kvantkemi förrän på 1990-talet då approximationerna i teorin förfinades rejält genom att bättre återge utbytes- och korrelationsväxelverkningarna.
DFT är idag en ledande metod för elektronstrukturberäkningar inom båda dessa områden (fasta tillståndets fysik samt kvantkemi). Trots förbättringarna finns det fortfarande svårigheter med att använda den förhållandevis enkla GGA-utbyteskorrelationsfunktionalen för att korrekt beskriva intermolekylär växelverkan, särskilt van der Waals-kraft (dispersion), eller i beräkningar av bandgap i halvledare. System som domineras av dispersion, som interagerande ädelgasatomer), eller i system där dispersion är en viktig effekt (till exempel i biomolekyler), kräver speciell hänsyn. Utvecklingen av utbyteskorrelationsfunktionaler för att hantera system som dessa är ett viktigt forskningsfält.